# Pacyfikacja wsi Jasionowo (gmina Lipsk)
Pacyfikacja wsi Jasionowo – masowy mord na ludności cywilnej oraz towarzyszące mu grabieże i dewastacja zabudowań, dokonane przez okupantów niemieckich 26 sierpnia 1943 roku we wsi Jasionowo w gminie Lipsk. W trakcie pacyfikacji zamordowano 58 Polaków, w tym wiele kobiet i dzieci.

## Preludium
Jasionowo leży na skraju Puszczy Augustowskiej. Przed wojną liczyło 18 gospodarstw i około 90 mieszkańców. W okresie niemieckiej okupacji mieszkańcy Jasionowa aktywnie współpracowali z ruchem oporu.
2 sierpnia 1943 roku nieopodal wsi doszło do potyczki pomiędzy partyzantami a grupą niemieckich żandarmów, która nadjechała samochodami od strony Augustowa. W wyniku starcia poległo dwóch partyzantów i jeden żandarm; po obu stronach byli ranni. W tym samym czasie w pobliżu miejsca potyczki przypadkowo znalazł się Antoni Kulmaczewski z Jasionowa, który swoją furmanką wiózł dwóch żołnierzy Armii Krajowej oraz żywność dla polskiego oddziału kwaterującego w okolicy Studzienicznej. Gdy Niemcy usiłowali zatrzymać wóz, doszło do wymiany strzałów, w której wyniku zginął jeden z partyzantów, a jeden z żandarmów został ranny. Drugi polski żołnierz zdołał mimo odniesionych ran uciec do lasu.
Po tych wydarzeniach część mieszkańców Jasionowa uciekła ze wsi w obawie przed niemieckimi represjami. Przez kilka tygodni okupanci nie podejmowali jednak żadnych działań odwetowych. W rezultacie czujność mieszkańców osłabła, a uciekinierzy powrócili do swych domów.

## Przebieg pacyfikacji
W nocy z 25 na 26 sierpnia w rejon Jasionowa przybyła niemiecka ekspedycja karna, w której skład wchodzili żandarmi z posterunku w Lipsku, funkcjonariusze Gestapo z Grodna i żołnierze specjalnej jednostki operacyjnej (Jagdzug) z Krasnego. Akcją dowodził SS-Oberscharführer Kurt Wiese z grodzieńskiego Gestapo. W pacyfikacji uczestniczył też niemiecki Amtskommissar (pol. kierownik gminy) z Lipska.
Pozostawiwszy samochody w pewnej odległości od wsi, Niemcy rozwinęli się w tyralierę, po czym otoczyli zabudowania. Mieszkańców wypędzono z domów, a następnie zgromadzono w zabudowaniach należących do Franciszka Sztukowskiego. W międzyczasie kilkunastu mężczyzn sprowadzonych pod przymusem z sąsiednich wsi (Skieblewo, Kurianka, Krasne) wykopało masowy grób w pobliżu gospodarstwa. Gdy zakończyli pracę, Niemcy zaczęli wyprowadzać ofiary z zagrody i mordować strzałem w potylicę nad krawędzią mogiły. Rannych dobijano. Kilkoro małych dzieci wrzucono żywcem do masowego grobu.

Rozstrzeliwano pojedynczo nad dołem, strzelając z pistoletu w tył głowy. Dzieci wrzucano żywcem do dołu. Tak postąpiono z moim dwuletnim bratem Janem Ślużyńskim, którego niosła na ręku moja matka. Widziałem, jak matka po przyprowadzeniu jej do dołu uklękła przed żandarmem. Ten jednak wyrwał jej brata z rąk i wrzucił do dołu. Następnie zastrzelił matkę z pistoletu – zeznanie Czesława Ślużyńskiego.

Zobaczyłem jak żandarm wyprowadził z budynku kobietę, która jedno dziecko prowadziła obok siebie, a drugie trzymała na ręku, podprowadził je na skraj rowu, a następnie wyrwał z rąk kobiecie to mniejsze dziecko, strzelił mu z rewolweru w tył głowy i wrzucił do rowu, tak samo postąpił z drugim dzieckiem, wreszcie strzałem w tył głowy zabił matkę dzieci i zepchnął do tego samego rowu. Stojący nad rowem inni żandarmi z karabinów dobijali ruszające się jeszcze ofiary – zeznanie Tadeusza Klepackiego.

Ogółem zamordowano 58 osób, w tym 13 mężczyzn, 24 kobiety i 21 dzieci  (inne źródła podają, że zamordowano 19 dzieci). Wszystkie ofiary były narodowości polskiej. Ocalało siedem osób ukrytych w stodołach i na strychach . Niemcy zagrabili mienie ofiar (inwentarz żywy, narzędzia rolne, zboże, cenniejsze przedmioty). Zniszczyli również wszystkie zabudowania wsi, tj. 15 domów i 32 budynki gospodarcze (część rozebrano, resztę spalono).

## Epilog
Po wojnie Jasionowo częściowo odbudowano. Wieś straciła jednak zabudowę zwartą, gdyż w miejscu gdzie uprzednio była położona, odbudowano tylko jedną zagrodę.
Zbiorowa mogiła ofiar pacyfikacji położona jest w polu przy polnej drodze z Jasionowa do Krasnego, w pobliżu kaplicy i zabudowań Jasionowa. Jest otoczona metalowymi przęsłami z bramką, na betonowym fundamencie. Wewnątrz znajduje się kamienny pomnik z krzyżem i wykutym napisem na stronie czołowej :

Tu spoczywają zwłoki 58 mieszkańców wsi Jasionowo zamordowanych 26 sierpnia 1943 r.
/lista nazwisk/
Boże przyjm Ich do Królestwa Twojego